# El águila quiteña
Luis Aníbal Paz, más conocido como El águila quiteña, fue un reconocido ladrón de la ciudad de Quito de los años 1930. Sus hazañas eran divulgadas a través de los periódicos de la época y, a pesar de ser capturado en más de una vez, lograba escapar de su confinamiento.
En 1956 o 1957 murió apuñalado en el penal de la Isla El Frontón, situada en el Océano Pacífico, próxima de la costa de la ciudad de El Callao, cercana a Lima, ciudad a la que había llegado para visitar a su hermana.
Mientras estuvo en la cárcel de Quito apostó con el jefe de entonces que le podía robar su reloj de bolsillo y, para asombro de todos, lo logró.
Era muy hábil abriendo candados y tenía fama de ayudas a los pobres.